# Quốc lộ 27B
Quốc lộ 27B là con đường chạy trong địa phận hai tỉnh Ninh Thuận và Khánh Hòa.
Quốc lộ 27B bắt đầu từ Km 238+996 trên Quốc lộ 27 thuộc thị trấn Tân Sơn, huyện Ninh Sơn, tỉnh Ninh Thuận và điểm cuối là giao cắt với Quốc lộ 1 tại km1515+900 thuộc xã Cam Thịnh Đông, thành phố Cam Ranh, tỉnh Khánh Hòa. Chiều dài toàn tuyến là 53 km trong đó đoạn qua tỉnh Ninh Thuận là 40 km thuộc các huyện Ninh Sơn, Bác Ái và đoạn qua Khánh Hòa chỉ 13 km thuộc về thành phố Cam Ranh.